# Corfínium
Corfínium (llatí: Corfinium) fou una antiga ciutat d'Itàlia situada al país dels pelignes, a la vall del riu Atern.
Fou la primera capital dels pelignes, però la ciutat no és esmentada a la història fins a la Guerra Màrsica o guerra social, el 90 aC, quan fou seleccionada pels confederats com a capital comuna i seu del seu govern. Llavors, hom li va canviar i es va dir Itàlica, i es va construir un senat i altres edificis en l'estil corresponent a les grasn capitals. Però, abans de dos anys, van haver d'evacuar la nova capital i traslladar-la a Esèrnia. No se sap què va passar amb la ciutat, però se suposa que va caure en poder del govern de Roma sense resistència.
A la guerra civil entre Cèsar i Pompeu (49 aC) era encara una ciutat important i fortalesa de primer ordre, i fou ocupada per Luci Domici Ahenobarb amb trenta cohorts, i fou l'única ciutat que va oferir una certa resistència a Cèsar en el seu avanç per Itàlia. Domici va haver de rendir la plaça després de set dies de setge per les desafeccions que guanyaven terreny entre els seus homes.
Sota August va rebre un grup de colons, però no tengué l'estatus de colònia, sinó de municipi. En època imperial, els magistrats locals van construir dos aqüeductes que van proveir d'aigua la ciutat, en part excavats a la roca i un amb un túnel d'uns cinc quilòmetres. Al segle iv era capital de la província de Valèria i la seu del praeses. Va existir almenys fins al segle x, i després va desaparèixer, abandonada pels seus habitants. A partir del moment en què desapareix la ciutat en sorgeix una de nova, de nom Valva, al mateix lloc o no gaire lluny, que més tard també va desaparèixer.
Es va despoblar al segle x, i va renéixer a l'edat mitjana amb el nom de Pentima. El 1923 el municipi es va rebatejar i tornar a prendre el nom romà italianitzat com Corfinio.
Les ruïnes de la ciutat es poden veure prop del nucli del Corfinio modern, a uns cinc quilòmetres de Popoli i deu de Sulmona. Les ruïnes consisteixen en fragments d'edificis i una església anomenada San Pelino, que sembla que fou la catedral de Valva. A uns quatre quilòmetres hi ha el pont romà sobre l'Aterno, a tocar de Popoli.